# Nightfall (Band)

Das alte Logo der Band

Nightfall ist eine von 1991 bis 2006 und seit 2010 bestehende griechische Melodic-Death-Metal-Band. In den Anfangsjahren war ihre Musik eher dem Gothic Metal zuzuschreiben, entwickelte sich jedoch im Laufe der Jahre zu Melodic Death Metal.

## Geschichte
Nightfall wurde 1991 von Efthimis Karadimas gegründet. Im selben Jahr wurde die Demo Vanity aufgenommen und veröffentlicht. 1992 erschien das Debütalbum Parade into Centuries beim französischen Label Holy Records, damit war Nightfall laut eigener Aussage die erste griechische Band, die ein Album bei einem ausländischen Label veröffentlichte. 2005 verließ Schlagzeuger George Kollias Nightfall und schloss sich der amerikanischen Technical-Death-Metal-Band Nile an. Nightfall war im August 2001 die erste griechische Band, die bei dem Metal-Festival Wacken Open Air in Deutschland auftrat.

## Diskografie

### Demos
- 1991: Vanity

### Alben
- 1992: Parade into Centuries (Holy Records)
- 1993: Macabre Sunsets (Holy Records)
- 1995: Athenian Echoes (Holy Records)
- 1997: Lesbian Show (Holy Records)
- 1999: Diva Futura (Holy Records)
- 2003: I Am Jesus (Black Lotus Records)
- 2005: Lyssa: Rural Gods and Astonishing Punishments (Black Lotus Records)
- 2010: Astron Black and the Thirty Tyrants (Metal Blade Records)
- 2013: Cassiopeia (Metal Blade Records)
- 2021: At Night We Prey (Season of Mist)
- 2025: Children of Eve (Season of Mist)

### EPs
- 1994: Eons Aura (Mini-CD; Holy Records)

### Singles
- 1993: Oh Black Queen, Oh You’re Mine (7”-Single; Molon Lave Records)
- 1999: Electronegative (Holy Records)
- 2003: I Am Jesus
- 2020: Darkness Forever